# پروانه اسکندری
پروانه اسکندری یا پروانه فروهر (۲۹ اسفند ۱۳۱۷ – ۱ آذر ۱۳۷۷)، از رهبران جنبش دانشجویی و سپس حزب ملت ایران و جبهه ملی ایران بود. او نخستین زنی بود که به عضویت شورای مرکزی جبهه ملی ایران درآمد. پروانه فروهر مدیر مسئول نشریه جبهه ملی ایران بود. ۱۳۷۰–۱۳۷۷، او و همسرش، داریوش فروهر، چهره‌های برجسته اپوزیسیون دگرگونی‌خواه کشور بودند. آن‌ها شب ۱ آذر ۱۳۷۷ در جریان قتل‌های زنجیره‌ای ایران، فجیعانه کشته‌شدند.

## زندگی سیاسی
پروانه اسکندری، ۲۹ اسفند ۱۳۱۷ در تهران زاده‌شد. تنها دوازده سال داشت که به‌دنبال شعار نوشتن روی دیوار سفارت شوروی در اعتراض به اشغال قفقاز، بازداشت شد. او که از طرف‌داران مصدق بود، سال‌های پس‌از کودتای ۲۸ مرداد در انجمن فرهنگی «آناهیتا»، که سازمان هم‌گام حزب ملت ایران بود، فعالیت می‌کرد. او که عضو حزب ملت ایران شده‌بود، ۱۳۳۸ بازداشت شد.

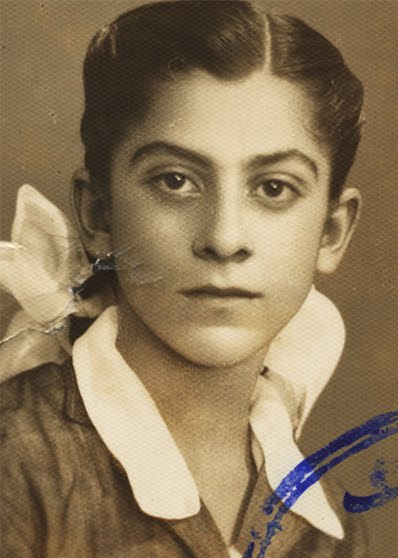
اسکندری در نوجوانی

پروانه اسکندری، ۱۶ آذر ۱۳۳۹، در نخستین مراسمی که به‌مناسبت کشته‌شدن سه دانشجو دانشگاه تهران در ۱۶ آذر ۱۳۳۴ برگزار شد، سخن راند و آن روز را روز دانشجو خواند. آن مراسم و آن سخنرانی، نخستین حرکت دانشجویی در ایران از ۱۳۳۲ بود. در بهمن همان سال و در پی سخنرانی دیگری در دانشگاه، بار دیگر بازداشت شد.
او همان زمان که دانشجو بود به آموزگاری نیز می‌پرداخت و همان سال به نمایندگی از فرهنگیان، به عضویت کمیته ۵ نفری فرهنگیان درآمد. تلاش‌هایش در این کمیته، بار دیگر به دستگیری‌اش انجامید.
پروانه اسکندری که آن سال‌ها یکی از محبوب‌ترین فعالان دانشجویی کشور، اعضای حزب ملت ایران، و جبهه ملی ایران شده‌بود، سوم اردیبهشت ۱۳۴۰ با هم‌رزم سیاسی‌اش، داریوش فروهر، ازدواج کرد.
پروانه فروهر که عضو کمیته استان تهران جبهه ملی بود، سخنران تظاهرات سی تیر ۱۳۴۰ بود که پس‌از آن از سوی نیروهای امنیتی دستگیر شد. او همان سال، به‌همراه چهار دانشجوی دیگر از جمله ابوالحسن بنی صدر و حسن حبیبی، به نمایندگی دانشجویان در مذاکره با علی امینی، نخست‌وزیر وقت، انتخاب شد. او نخستین زنی بود که به نمایندگی دانشجویان کشور انتخاب می‌شد.
پروانه اسکندری، ۱۳۴۱، نخستین زن نماینده در کنگره جبهه ملی بود. او از همان سال‌ها، نفر دوم حزب ملت ایران و زن اول جبهه ملی ایران شناخته‌می‌شد.
۱۳۴۹، او از تدریس در دبیرستان محروم شد.
از ۱۳۵۶ و با آغاز انتشار پنهانی نشریه «خبرنامه جبهه ملی ایران»، پروانه فروهر مسئول آن شد. پس از انقلاب، پروانه فروهر مدیر مسئول نشریه جبهه ملی، ارگان سیاسی جبهه ملی ایران شد.
در پی لغو قانون حمایت از خانواده، پروانه فروهر از اندک فعالان سیاسی مطرح ایران بود که با نوشتن مقالاتی به اعتراض به آن پرداخت. ۱۳۵۸، پروانه فروهر تنها همسر یک وزیر دولت ایران بود که حجاب نداشت. او در آن سال نامزد انتخابات مجلس شورای ملی شد. در آغاز ۱۳۵۹ و در پی اعتراض به تقلب در انتخابات، پروانه فروهر و حزب ملت ایران، دور دوم انتخابات را تحریم کردند و دیگر در هیچ انتخاباتی شرکت نکردند.

## قتل
پاییز ۱۳۷۷، پروانه و داریوش فروهر در خانه‌شان در «خیابان سعدی، خیابان هدایت، کوچه مرادزاده، پلاک ۱۸» در جریان قتل‌های سیاسی موسوم به قتل‌های زنجیره‌ای با چندین ضربه چاقو کشته‌شدند.
قاتلان که خود را دانشجو-خبرنگار خوانده و با فریب «مصاحبه برای نشریه دانشجویی» به خانه‌شان رفته بودند، «ابتدا گردن، دهان و دستان‌شان را گرفتند، سپس با ضربات پیاپی چاقو سینه‌هایشان را دریدند و سرانجام اجسادشان را به سمت قبله قرار دادند».
متهمان که از کارمندان وزارت اطلاعات ایران بودند، در اعتراف‌شان، قتل را «حذف فیزیکی» خوانده‌اند که از طرف وزارت اطلاعات به آنها ابلاغ شده و نوشته‌اند که جزو «وظایف سازمانی» آنان بوده‌است و بر اساس دستور و روال‌های از پیش مشخص‌شده عمل کرده‌اند. علیرضا داوودی معروف به امیر اکبری، کارمند وزارت اطلاعات در دادگاه مورخ ۱۳۷۹/۳/۴ می‌گوید: «اتهام را قبول ندارم. این امور در تشکیلات اطلاعات بسیار عادی است. تمام برادران در هر کاری که شرکت کنند با وضو بوده و با ذکر مأموریت انجام می‌دهند.» قاتلان گفته‌اند که ابتدا داریوش فروهر را با ۱۴ ضربه کارد به قتل می‌رسانند و آن گاه با فریادهای «یا زهرا» ۲۴ ضربه بر پیکر پروانه می‌زنند.

## اشعار

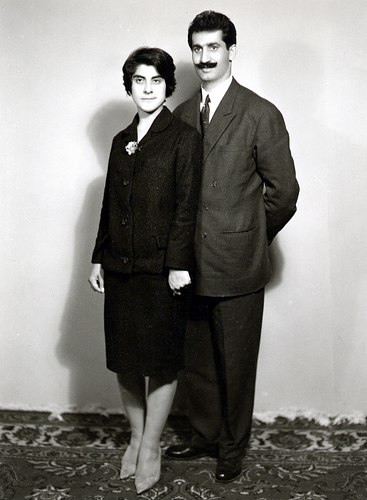
با همسرش داریوش فروهر

پس از مرگ پروانه فروهر، دخترش پرستو فروهر، شعرهای برگزیده او را گردآورد و ۱۳۷۹ در کتاب «شاید یک روز» از انتشارات جامعه ایرانیان به چاپ رساند. سیمین بهبهانی در یادداشت آغازین کتاب، نوشت: «با شعر پروانه فروهر پس از فاجعهٔ قتلش آشنا شدم. پیش‌از آن می‌دانستم که شعر می‌گوید، اما هیچ‌گاه از زبان خودش نشنیده‌بودم، بس که فروتن بود.» بهبهانی در این یادداشت سه درون‌مایهٔ اصلی شعر او را عشق، وطن‌پرستی و مبارزه در راه حق و آزادی برشمرد.

## پیوندهای مرتبط
- پیروز دوانی
- محمد مختاری
- محمدجعفر پوینده
- کانون نویسندگان ایران